# 卢功勋
卢功勋（1933年11月—2023年2月28日），山西省朔州人。中华人民共和国政治人物。

## 生平
1950年5月，加入中国共产党，1949年6月参加革命工作，中共中央党校培训部毕业，大专学历。
1949年6月至1956年9月，任山西省朔县九区马邑行政村文书，九区政府财粮员、区党委组织委员，中共朔县县委组织部干事、县委秘书。1956年9月至1957年5月，任中共山西省雁北地委组织部干事。1957年5月至1965年5月，任中共朔县县委农工部干事、科长、副部长，下团堡公社党委书记。1965年6月至1967年1月，任中共山西省右玉县委副书记。1966年至1970年，文化大革命中受迫害。1970年9月至1982年，任中共山西省左云县委副书记、左云县革委会主任、中共左云县委书记。1982年至1983年，在中共中央党校培训部学习。1983年3月至1984年4月，任中共山西省委常委、省委组织部第一副部长。1984年4月至1988年2月，任中共山西省委常委、省委组织部部长。1988年2月至1993年6月，任中共山西省委副书记。1993年1月至2003年1月，任山西省人大常委会主任。中共第十二届、十三届中央候补委员。